# Баррикадная улица (Санкт-Петербург)
Баррика́дная улица — улица в Кировском районе Санкт-Петербурга. Проходит от Промышленной до Новоовсянниковской улицы.

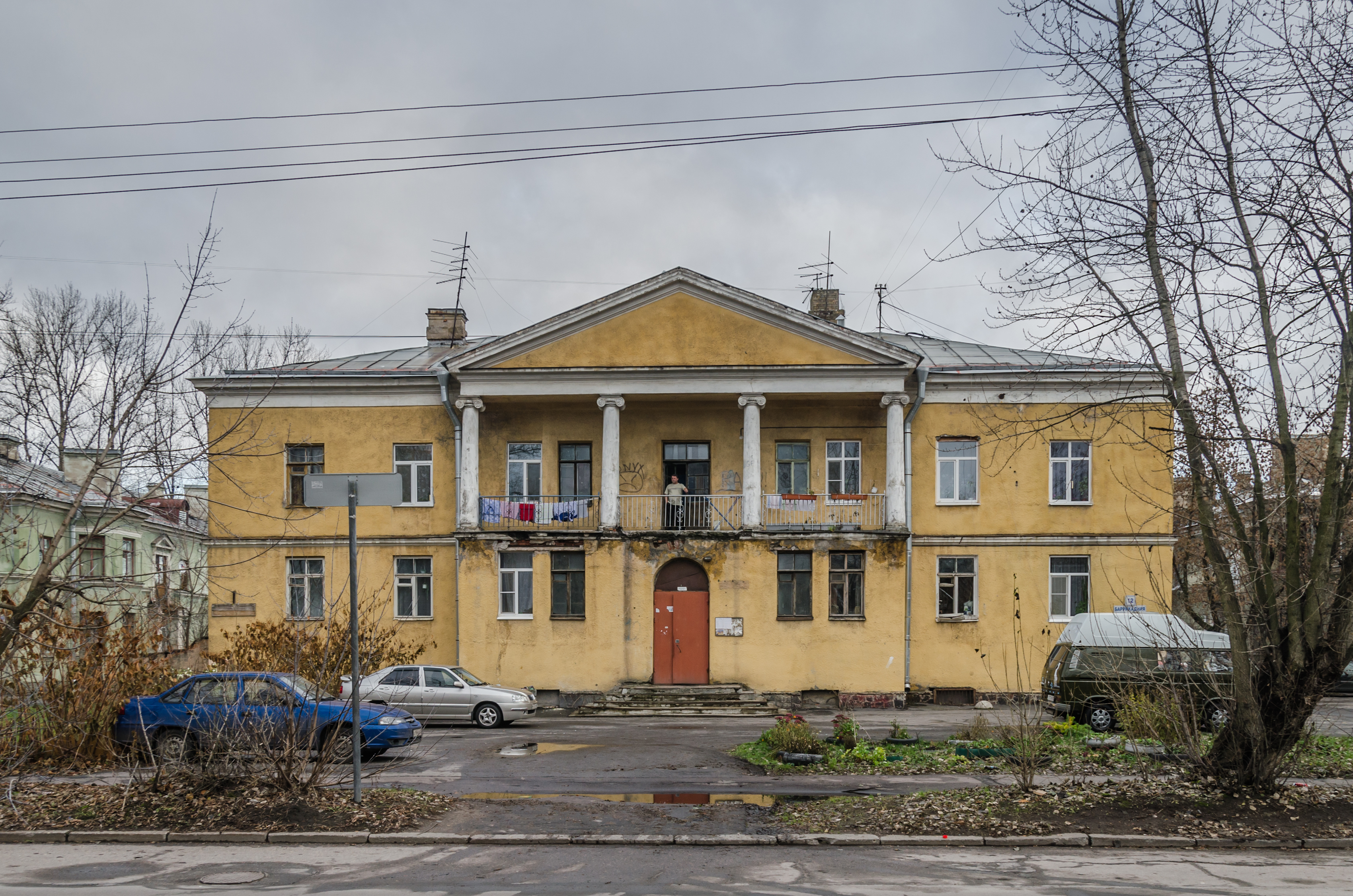
Баррикадная улица, дом 12

## История
Название Баррикадная улица получила 10 июля 1950 года, в память об обороне Ленинграда в годы Великой Отечественной войны: здесь проходили оборонительные рубежи, возводились баррикады.

## Достопримечательности
- Стадион «Адмиралтеец»
- Противотуберкулёзный диспансер № 16